# Barbarossastraße 4 (Mönchengladbach)

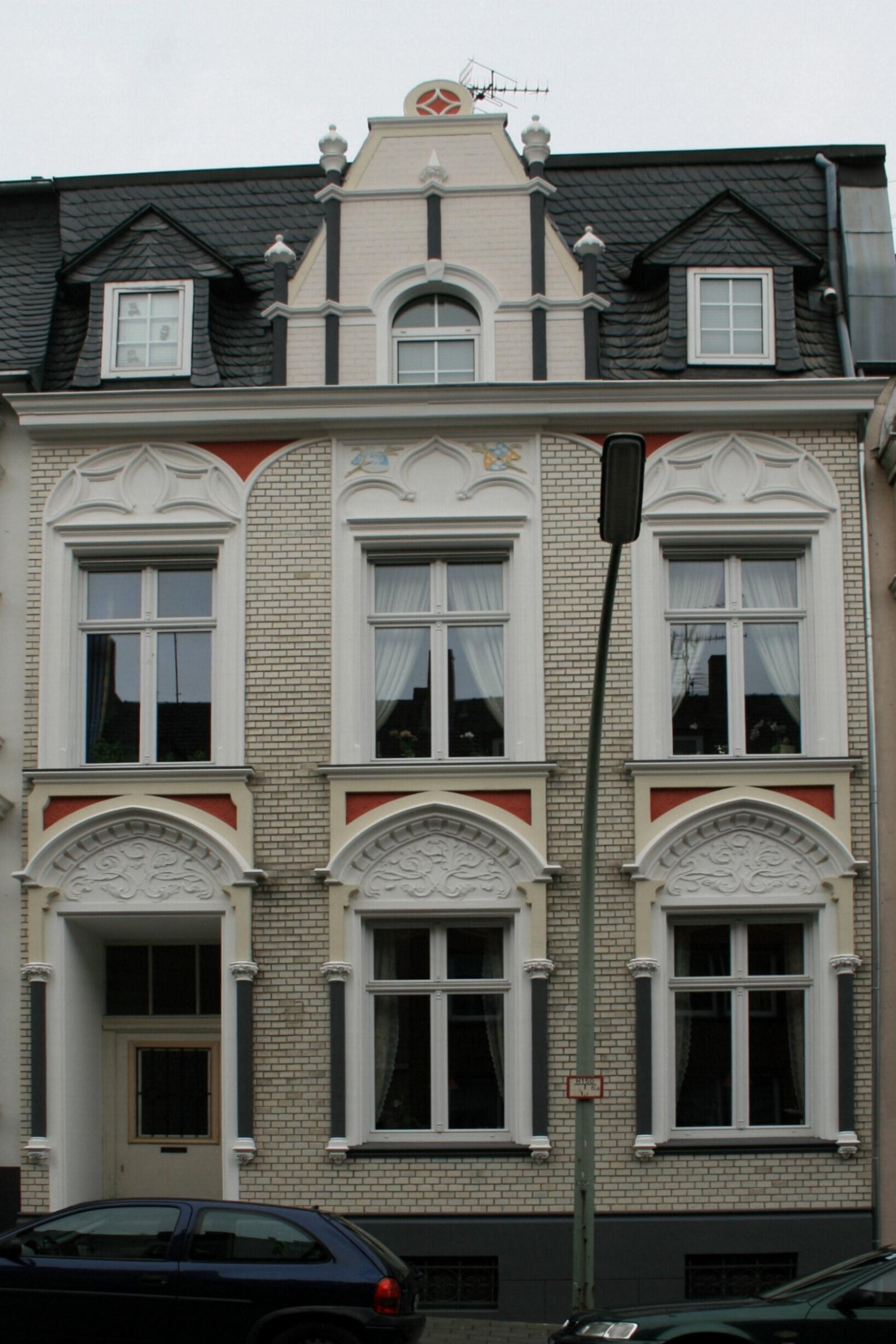
Wohnhaus (2010)

Das Wohnhaus Barbarossastraße 4 steht in Mönchengladbach (Nordrhein-Westfalen) im Stadtteil Gladbach.
Das Haus wurde Anfang des 20. Jahrhunderts erbaut. Es ist unter Nr. B 015 am 4. Dezember 1984 in die Denkmalliste der Stadt Mönchengladbach eingetragen worden.

## Architektur
Das zweigeschossige Drei-Fenster-Wohnhaus mit Mansarddach ist zu Beginn des 20. Jahrhunderts errichtet. Die Fassade mit linksseitlichem Eingang ist auf einem Kellergeschosssockel in verklinkerter Fassade im Binderverband gestaltet. Die drei Fenster beider Geschosse sind durch senkrechte Verbindungen übereinander angeordnet. Das Mansarddach ist durch einen mittig angeordneten Ziergiebel mit Rundbogenfenster und Rundsäulenstellungen betont. Das Mansarddach ist verschiefert und durch einen Erker links und rechts der Ziergiebelstellung belichtet.